# Azurá Stevens
Azurá Breeona Stevens (ur. 1 lutego 1996 w Pawtucket) – amerykańska koszykarka występująca na pozycjach silnej skrzydłowej lub środkowej, od 2023 zawodniczka Los Angeles Sparks w WNBA.
14 lutego 2020 trafiła w wyniku wymiany do Chicago Sky. 3 lutego 2023 została zawodniczką Los Angeles Sparks.

## Osiągnięcia
Stan na 15 lutego 2020, na podstawie, o ile nie zaznaczono inaczej.

### NCAA
- Uczestniczka rozgrywek:
  - NCAA Final Four (2018)
  - Sweet 16 turnieju NCAA (2015)
- Mistrzyni:
  - turnieju konferencji American Athletic Conference (AAC – 2018)
  - sezonu regularnego AAC (2018)
- MVP turnieju AAC (2018)
- Najlepsza:
  - nowo-przybyła zawodniczka AAC (2018)
  - rezerwowa AAC (2018)
- Zaliczona do:
  - I składu:
    - ACC (2016)
    - najlepszych pierwszorocznych zawodniczek ACC (2015)
    - turnieju:
      - AAC (2018)
      - NCAA Final Four (2018)

  - II składu:
    - ACC (2015)
    - AAC (2018)
    - turnieju ACC (2016)

  - składu honorable mention All-America (2016 przez Associated Press, WBCA, 2018 przez WBCA)

### WNBA
- Mistrzyni WNBA (2021)
- Finalistka pucharu WNBA Commissioner's Cup (2022)[5]
- Zaliczona do I składu debiutantek WNBA (2018)

### Inne
(* – nagrody przyznane i wyróżnienia przez portal eurobasket.com)
- MVP kolejki chińskiej ligi WBCA (4 – 2018/2019)
- Zaliczona do składu honorable mention ligi tureckiej (2023)*[6]

### Reprezentacja
- Mistrzyni świata U–19 (2015)